# Lombardiet Rundt
Lombardiet Rundt (officielt Il Lombardia) er et italiensk cykelløb på landevej, der bliver arrangeret i regionen Lombardiet. Det er traditionelt det sidste store klassikerløb på UCI World Tour-kalenderen, og det eneste af cykelsportens fem monumenter, der afvikles i efteråret. Løbets øgenavn er Classica delle foglie morte (dansk: "det faldende løvs løb" eller bogstaveligt "de døde blades klassiker"), hvilket hentyder til løbets termin om efteråret, hvor bladene falder af træerne.
Den første udgave blev afviklet i 1905 under navnet Milano-Milano, men allerede i 1907 fik løbet sit nuværende navn. Gennem historien har ruten ændret sig flere gange, og Milano, Sesto San Giovanni, Bergamo, Varese, Monza, Como og Cuneo har været start- eller målby. På grund af løbets krævende rute bliver det anset for bjergrytternes klassiker, og klatrere med en stærk spurt har de bedste chancer for at vinde Lombardiet Rundt. Løbets mest kendte stigning er Madonna del Ghisallo, der ofte ligger i nærheden af dets afslutning.
Italieneren Fausto Coppi er med 5 sejre den cykelrytter, der har vundet løbet flest gange.
Siden starten i 1905 er løbet blevet afviklet hvert år, bortset fra aflysninger i 1943 og 1944 pga. anden verdenskrig. Siden 2005 har løbet været en del af UCI ProTour, det nuværende UCI World Tour. 

## Vindere
| År                                               | Vinder                   | Toer                   | Treer                |
| ------------------------------------------------ | ------------------------ | ---------------------- | -------------------- |
| 1905                                             | Giovanni Gerbi           | Giovanni Rossignoli    | Luigi Ganna          |
| 1906                                             | Cesare Brambilla         | Carlo Galetti          | Luigi Ganna          |
| 1907                                             | Gustave Garrigou         | Ernesto Azzini         | Luigi Ganna          |
| 1908                                             | François Faber           | Luigi Ganna            | Giovanni Gerbi       |
| 1909                                             | Giovanni Cuniolo         | Omer Beaugendre        | Louis Trousselier    |
| 1910                                             | Giovanni Micheletto      | Luigi Ganna            | Luigi Bailo          |
| 1911                                             | Henri Pélissier          | Giovanni Micheletto    | Cyrille Van Hauwaert |
| 1912                                             | Carlo Oriani             | Enrico Verde           | Maurice Brocco       |
| 1913                                             | Henri Pélissier          | Maurice Brocco         | Marcel Godivier      |
| 1914                                             | Lauro Bordin             | Giuseppe Azzini        | Pierino Piacco       |
| 1915                                             | Gaetano Belloni          | Paride Ferrari         | Gaetano Caravaglia   |
| 1916                                             | Leopoldo Torricelli      | Camillo Bertarelli     | Alfredo Sivocci      |
| 1917                                             | Philippe Thys            | Henri Pélissier        | Leopoldo Torricelli  |
| 1918                                             | Gaetano Belloni          | Alfredo Sivocci        | Carlo Galetti        |
| 1919                                             | Costante Girardengo      | Gaetano Belloni        | Heiri Suter          |
| 1920                                             | Henri Pélissier          | Giovanni Brunero       | Gaetano Belloni      |
| 1921                                             | Costante Girardengo      | Gaetano Belloni        | Federico Gay         |
| 1922                                             | Costante Girardengo      | Giuseppe Azzini        | Bartolomeo Aymo      |
| 1923                                             | Giovanni Brunero         | Pietro Linari          | Federico Gay         |
| 1924                                             | Giovanni Brunero         | Costante Girardengo    | Pietro Linari        |
| 1925                                             | Alfredo Binda            | Battista Giuntelli     | Ermanno Vallazza     |
| 1926                                             | Alfredo Binda            | Antonio Negrini        | Ermanno Vallazza     |
| 1927                                             | Alfredo Binda            | Alfonso Piccin         | Antonio Negrini      |
| 1928                                             | Gaetano Belloni          | Allegro Grandi         | Pietro Fossati       |
| 1929                                             | Pietro Fossati           | Adriano Zanaga         | Raffaele Di Paco     |
| 1930                                             | Michele Mara             | Alfredo Binda          | Learco Guerra        |
| 1931                                             | Alfredo Binda            | Michele Mara           | Giovanni Firpo       |
| 1932                                             | Antonio Negrini          | Domenico Piemontesi    | Remo Bertoni         |
| 1933                                             | Domenico Piemontesi      | Luigi Barral           | Pietro Rimoldi       |
| 1934                                             | Learco Guerra            | Mario Cipriani         | Domenico Piemontesi  |
| 1935                                             | Enrico Mollo             | Aldo Bini              | Gino Bartali         |
| 1936                                             | Gino Bartali             | Diego Marabelli        | Luigi Barral         |
| 1937                                             | Aldo Bini                | Gino Bartali           | Aimone Landi         |
| 1938                                             | Cino Cinelli             | Gino Bartali           | Osvaldo Bailo        |
| 1939                                             | Gino Bartali             | Adolfo Leoni           | Salvatore Crippa     |
| 1940                                             | Gino Bartali             | Osvaldo Bailo          | Cino Cinelli         |
| 1941                                             | Mario Ricci              | Cino Cinelli           | Severino Canavesi    |
| 1942                                             | Aldo Bini                | Gino Bartali           | Quirino Toccacelli   |
| 1943-1944 ikke arrangeret grundet 2. verdenskrig |                          |                        |                      |
| 1945                                             | Mario Ricci              | Aldo Bini              | Gino Bartali         |
| 1946                                             | Fausto Coppi             | Luigi Casola           | Michele Motta        |
| 1947                                             | Fausto Coppi             | Gino Bartali           | Italo De Zan         |
| 1948                                             | Fausto Coppi             | Adolfo Leoni           | Fritz Schär          |
| 1949                                             | Fausto Coppi             | Ferdinand Kübler       | Nedo Logli           |
| 1950                                             | Renzo Soldani            | Antonio Bevilacqua     | Fausto Coppi         |
| 1951                                             | Louison Bobet            | Giuseppe Minardi       | Fausto Coppi         |
| 1952                                             | Giuseppe Minardi         | Nino Defilippis        | Arrigo Padovan       |
| 1953                                             | Bruno Landi              | Pino Cerami            | Pierre Molinéris     |
| 1954                                             | Fausto Coppi             | Fiorenzo Magni         | Mino De Rossi        |
| 1955                                             | Cleto Maule              | Fred De Bruyne         | Angelo Conterno      |
| 1956                                             | André Darrigade          | Fausto Coppi           | Fiorenzo Magni       |
| 1957                                             | Diego Ronchini           | Bruno Monti            | Aurelio Cestari      |
| 1958                                             | Nino Defilippis          | Miguel Poblet          | Michel Van Aerde     |
| 1959                                             | Rik Van Looy             | Willy Vannitsen        | Miguel Poblet        |
| 1960                                             | Emile Daems              | Diego Ronchini         | Marino Fontana       |
| 1961                                             | Vito Taccone             | Imerio Massignan       | Renzo Fontona        |
| 1962                                             | Jo de Roo                | Livio Trapè            | Alcide Cerato        |
| 1963                                             | Jo de Roo                | Adriano Durante        | Michele Dancelli     |
| 1964                                             | Gianni Motta             | Carmine Preziosi       | Jos Hoevenaars       |
| 1965                                             | Tom Simpson              | Gerben Karstens        | Jean Stablinski      |
| 1966                                             | Felice Gimondi           | Eddy Merckx            | Raymond Poulidor     |
| 1967                                             | Franco Bitossi           | Felice Gimondi         | Raymond Poulidor     |
| 1968                                             | Herman Vanspringel       | Franco Bitossi         | Eddy Merckx          |
| 1969                                             | Jean-Pierre Monseré      | Herman Vanspringel     | Franco Bitossi       |
| 1970                                             | Franco Bitossi           | Felice Gimondi         | Gianni Motta         |
| 1971                                             | Eddy Merckx              | Franco Bitossi         | Frans Verbeeck       |
| 1972                                             | Eddy Merckx              | Cyrille Guimard        | Felice Gimondi       |
| 1973                                             | Felice Gimondi           | Roger De Vlaeminck     | Herman Vanspringel   |
| 1974                                             | Roger De Vlaeminck       | Eddy Merckx            | Costantino Conti     |
| 1975                                             | Francesco Moser          | Enrico Paolini         | Alfredo Chinetti     |
| 1976                                             | Roger De Vlaeminck       | Bernard Thévenet       | Wladimiro Panizza    |
| 1977                                             | Gianbattista Baronchelli | Jean-Luc Vandenbroucke | Franco Bitossi       |
| 1978                                             | Francesco Moser          | Bernt Johansson        | Bernard Hinault      |
| 1979                                             | Bernard Hinault          | Silvano Contini        | Giovanni Battaglin   |
| 1980                                             | Alfons De Wolf           | Alfredo Chinetti       | Ludo Peeters         |
| 1981                                             | Hennie Kuiper            | Moreno Argentin        | Alfredo Chinetti     |
| 1982                                             | Giuseppe Saronni         | Pascal Jules           | Francesco Moser      |
| 1983                                             | Seán Kelly               | Greg LeMond            | Adrie van der Poel   |
| 1984                                             | Bernard Hinault          | Ludo Peeters           | Teun van Vliet       |
| 1985                                             | Seán Kelly               | Adrie van der Poel     | Charly Mottet        |
| 1986                                             | Gianbattista Baronchelli | Seán Kelly             | Phil Anderson        |
| 1987                                             | Moreno Argentin          | Eric Van Lancker       | Marc Madiot          |
| 1988                                             | Charly Mottet            | Gianni Bugno           | Marino Lejarreta     |
| 1989                                             | Tony Rominger            | Gilles Delion          | Luc Roosen           |
| 1990                                             | Gilles Delion            | Pascal Richard         | Charly Mottet        |
| 1991                                             | Seán Kelly               | Martial Gayant         | Franco Ballerini     |
| 1992                                             | Tony Rominger            | Claudio Chiappucci     | Davide Cassani       |
| 1993                                             | Pascal Richard           | Giorgio Furlan         | Max Sciandri         |
| 1994                                             | Vladislav Bobrik         | Claudio Chiappucci     | Pascal Richard       |
| 1995                                             | Gianni Faresin           | Daniele Nardello       | Michele Bartoli      |
| 1996                                             | Andrea Tafi              | Fabian Jeker           | Axel Merckx          |
| 1997                                             | Laurent Jalabert         | Paolo Lanfranchi       | Francesco Casagrande |
| 1998                                             | Oscar Camenzind          | Michael Boogerd        | Felice Puttini       |
| 1999                                             | Mirko Celestino          | Danilo Di Luca         | Eddy Mazzoleni       |
| 2000                                             | Raimondas Rumšas         | Francesco Casagrande   | Nicklas Axelsson     |
| 2001                                             | Danilo Di Luca           | Giuliano Figueras      | Michael Boogerd      |
| 2002                                             | Michele Bartoli          | Davide Rebellin        | Oscar Camenzind      |
| 2003                                             | Michele Bartoli          | Angelo Lopeboselli     | Dario Frigo          |
| 2004                                             | Damiano Cunego           | Michael Boogerd        | Ivan Basso           |
| 2005                                             | Paolo Bettini            | Gilberto Simoni        | Fränk Schleck        |
| 2006                                             | Paolo Bettini            | Samuel Sánchez         | Fabian Wegmann       |
| 2007                                             | Damiano Cunego           | Riccardo Riccò         | Samuel Sánchez       |
| 2008                                             | Damiano Cunego           | Janez Brajkovič        | Rigoberto Urán       |
| 2009                                             | Philippe Gilbert         | Samuel Sánchez         | Aleksandr Kolobnev   |
| 2010                                             | Philippe Gilbert         | Michele Scarponi       | Pablo Lastras        |
| 2011                                             | Oliver Zaugg             | Daniel Martin          | Joaquim Rodríguez    |
| 2012                                             | Joaquim Rodríguez        | Samuel Sánchez         | Rigoberto Urán       |
| 2013                                             | Joaquim Rodríguez        | Alejandro Valverde     | Rafał Majka          |
| 2014                                             | Daniel Martin            | Alejandro Valverde     | Rui Costa            |
| 2015                                             | Vincenzo Nibali          | Daniel Moreno          | Thibaut Pinot        |
| 2016                                             | Esteban Chaves           | Diego Rosa             | Rigoberto Urán       |
| 2017                                             | Vincenzo Nibali          | Julian Alaphilippe     | Gianni Moscon        |
| 2018                                             | Thibaut Pinot            | Vincenzo Nibali        | Dylan Teuns          |
| 2019                                             | Bauke Mollema            | Alejandro Valverde     | Egan Bernal          |
| 2020                                             | Jakob Fuglsang           | George Bennett         | Aleksandr Vlasov     |
| 2021                                             | Tadej Pogačar            | Fausto Masnada         | Adam Yates           |
| 2022                                             | Tadej Pogačar            | Enric Mas              | Mikel Landa          |
| 2023                                             | Tadej Pogačar            | Andrea Bagioli         | Primož Roglič        |
| 2024                                             | Tadej Pogačar            | Remco Evenepoel        | Giulio Ciccone       |
| 2025                                             |                          |                        |                      |